# Malika Amar Sheikh
Malika Amar Sheikh (Marathi मल्लिका अमर शेख; geboren am 16. Februar 1957 im Bundesstaat Bombay, heute Maharashtra) ist eine indische Autorin, die in der Sprache Marathi schreibt.
Sie ist vor allem für ihre umstrittene Autobiografie bekannt. In diesem Buch schildert sie unter anderem die Grausamkeiten, die ihr Ehemann Namdeo Dhasal an ihr verübte. Er ist nicht nur ebenfalls Autor, sondern auch als politischer Aktivist in der Dalit-Bewegung aktiv. Die beiden hatten geheiratet, als Malika Amar Sheikh 19 Jahre alt war. Auf diesem Hintergrund zeigt das Buch Mala Udhvasta Vhaychai (englisch I Want to Destroy Myself: A Memoir) auch die Probleme der Dalit Panther genannten politischen Partei auf, die von Namdeo Dhasal mit begründet wurde, sowie deren Konflikte mit der Linken. Es ist die Überarbeitung eines Tagebuches, das Malika Amar Sheikh seit den 1980er Jahren führte.
Ihre Lyrik gilt als kraftvoll und verbindet Feminismus mit anderen, vom Mainstream abweichenden politischen Ideologien.
Malika Amar Sheikh wuchs in einem linksintellektuellen Haushalt auf. Beide Eltern waren Kommunisten, ihr Vater starb, als sie 12 Jahre alt war. Künstler, Dichter und politische Aktivisten gingen in ihrem Elternhaus ein und aus. Ihr eigenes Haus war später ebenfalls häufig Treffpunkt für politische Aktivisten. Trotz großer Eheprobleme blieb Malika Amar Sheikh bei ihrem Ehemann, der vor seinem Tod 2014 sechs Monate lang aufgrund von Myasthenie im Krankenhaus verbrachte. Dafür erntete Malika Amar Sheikh häufig Kritik von Feministinnen. Obwohl sie auch von Seiten der politische Aktivisten kritisiert wurde, weil sie Namdeo Dhasa nicht in allem unterstützte, wurde sie nach seinem Tod zur Parteivorsitzenden der Dalit Panther ernannt.

## Werke
Quelle:
Lyrik
- Valuchya Priyakar. Dr Babasaheb Ambedkar Prabodhini, Mumbai 1979.
- Mahanagar. Dr Babasaheb Ambedkar Prabodhi, Mumbai 1999.
- Deharutu. Dr Babasaheb Ambedkar Prabodhini, Mumbai 1999.

Autobiografie
- Mala Udhvasta Vhaychai. Majestic Prakashan, Mumbai 1984.